# 山戎文化陈列馆
40°30′53″N 115°53′59″E / 40.51460609999999°N 115.8997502°E
山戎文化陈列馆，位于北京市延庆县张山营镇（原“靳家堡乡”并入）玉皇庙村东向阳的山坡上，展示了春秋战国时期的山戎的文化。

## 简介
1990年6月1日，山戎文化陈列馆正式对外开放。该馆是在玉皇庙山戎墓遗址的基础上建成，通过丰富的考古发掘成果，展示了春秋战国时期活动在燕山地区的山戎部落文化遗存。
玉皇庙山戎墓遗址自1985年开始勘探发掘，共清理出墓葬200多座。出土各类金器、青铜器、绿松石、玛瑙、骨器、陶器、蚌器、石器等6000多件。文化内涵的地域特征强烈，青铜短剑、青铜匕首等富有特色。该墓群的发现，为研究山戎民族的生活年代、地理分布、埋葬制度、文化特征、经济形态、社会结构、军事活动、古代兵器制作等提供了资料。
单层砖石结构的展厅是考古发掘现场的复原陈列，400平方米的大厅内裸露着黄土地，排列着10座已经发掘过的墓穴，其中包括猷长大型墓2座，部落成员中型墓5座，部落成员小型墓3座。墓穴采用原状陈列，展示了山戎的覆面及殉牲习俗。墓坑头朝东脚朝西，土坑竖穴，带有木棺，单人仰身直肢。棺头上按照地位分别放有马、牛、狗等的头骨以及肱骨当作殉葬。男性猷长戴金耳环，颈部佩金项圈，腰间左侧挂青铜短剑，右侧挂箭镞一囊。殉葬品中包括山戎文化的各类代表性器物：各类直刃匕首式青铜短剑、青铜车马器、铜器、青铜器、刮刀以及各种饰物。
陈列馆外辟有供模拟考古用的墓穴，在已经发掘过的山戎墓穴中，安放人骨架及随葬器的复制品，供观众以及考古爱好者模拟发掘。